# Premio Giancarlo Siani
Il premio e borsa di studio Giancarlo Siani è un riconoscimento istituito nel 2004 a Napoli ed è promosso dall'Ordine dei giornalisti della Regione Campania, l'Associazione napoletana della stampa, l'Università degli Studi Suor Orsola Benincasa, il Centro studi Siani e il quotidiano Il Mattino. Questo riconoscimento, assegnato annualmente, ha lo scopo di ricordare una figura importante del giornalismo napoletano: Giancarlo Siani, vittima della camorra e divenuto icona per il suo coraggioso impegno nel denunciare le forme di illegalità diffuse sul territorio vesuviano di cui è stato per diversi anni corrispondente e articolista. Il premio ha ricevuto l'imprimatur e il riconoscimento anche della Presidenza della Repubblica italiana.
Il riconoscimento si compone in un premio ed una borsa di studio.
Il premio è riservato agli autori di studi, ricerche o tesi di laurea che abbiano come oggetto il giornalismo, l'editoria o il sistema della comunicazione di massa. Il punto di vista di questi temi deve presentarsi sotto un aspetto storico, sociologico e delle tecnologie multimediali. Il bando di concorso viene diffuso in tutte le università italiane, redazioni di giornali, istituti e laboratori di ricerca e sul web attraverso il sito internet ufficiale.
La borsa di studio viene assegnata per favorire e premiare l'accesso alla professione giornalistica dalle nuove leve affidata al migliore studente della scuola di giornalismo dell'Università degli studi Suor Orsola Benincasa.
La commissione giudicatrice è formata da rappresentanti dei cinque enti promotori e dispone attualmente di cinquemila euro per l'assegnazione del premio.

## Premio Giancarlo Siani
- 1997 – Fortunato Calvino, per il testo teatrale I Cravattari[il premio è stato istituito nel 2004?!]
- 2004 – Francesca Rispoli (con una tesi dal titolo "Gli anni del silenzio" sulla trattazione giornalistica delle mafie dopo le stragi del 1992, relatore Nicola Tranfaglia) e Angela Mazzocchi
- 2005 – agli studenti dell'ITI Galileo Ferraris di Napoli (per il lavoro di ricerca e documentazione Costruiamo la legalità) – Antonella Migliaccio e Iolanda Napolitano con la tesi di laurea Camorra e ordine pubblico a Napoli tra il 1892 e il 1899)
- 2006 – Simona Petricciuolo (con la tesi di laurea in Storia del giornalismo e della comunicazione sociale dal titolo La radio: on air dall'etere alla rete) e Roberto Saviano (con il romanzo Gomorra, Mondadori)
- 2007 – Filippo Conticello, Paolo Chiariello, Ciro Pellegrino (per una pubblicazione sul telelavoro in ambito giornalistico). Menzioni speciali per Vincenzo De Falco e Beatrice Luzzi
- 2008 – Lilly Viccaro Theo; Rosario Esposito La Rossa, autore di Al di là della neve, storie di Scampia. Menzioni speciali per Raffaella R. Ferrè autrice del romanzo Santa Precaria; Aniello Trocchia, Fiorella Di Napoli, Pablo Trincia, e per gli autori Andrea Amato e Alberto Giuliani[9][10]
- 2010 – Goffredo De Pascale, autore di Africa bomber Add Editore
- 2011 – Carla Melazzini, autrice di Insegnare al principe di Danimarca Sellerio; Marco de Biase autore di Come si diventa camorristi Mesogea
- 2012 – Maria Falcone e Francesca Barra, autrici di Giovanni Falcone, un eroe solo Rizzoli; Bruno de Stefano autore di Giancarlo Siani, passione e morte di un giornalista Giulio Perrone Editore[11]
- 2013 – Antonio Loffredo, autore di Noi del Rione Sanità Feltrinelli Editore[12]
- 2014 – Menzione speciale a Gildo De Stefano per il romanzo Caro Giancarlo - Epistolario per un amico ammazzato, Innuendo Editore, Terracina 2014
- 2015 – premio postumo Giancarlo Siani autore di Fatti di Camorra. Dagli scritti giornalistici Edizioni Iod[13][14]
- 2016 – Alessia Candito, Pietro Comito, Pasqualino Rettura, Paolo Borrometi, Marilù Mastrogiovanni, Arnaldo Capezzuto
- 2017 – agli studenti del Liceo Statale Virgilio Marone di Avellino
- 2018 – Lorenzo Marone, autore di Un ragazzo normale Feltrinelli
- 2019 - Dario Cirrincione, autore di Figli dei boss - Vite in cerca di verità e riscatto (ed. S. Paolo)[15], Nello Trocchia per il libro Casamonica, viaggio nel mondo parallelo del clan che ha conquistato Roma, Ed. UTET[16] Maria Franco, Esercizi di stile per un congedo, Guida. Angela Mallardo, Giancarlo Siani, il bambino che vivrà per sempre, BUK BUK edizioni. Raffaele Sardo la trilogia sulle storie di vittime: Al di là della notte (Tullio Pironti), Come nuvole nere (Melampo), La sedia vuota, (Iod edizioni). Federica Angeli, A mano disarmata, Baldini Castoldi. Paolo Borrometi, Un morto ogni tanto, Solferino.
- 2020 Viola Ardone, Il treno dei bambini, Giulio Einaudi editore. Maria Franco, Dietro l’angolo, c’è ancora strada per un lessico nisidiano, Guida. Luigi Ciotti, L’amore non basta, Giunti editore. Simona Melorio e Vincenzo Sbrizzi, per la ricerca Torre Annunziata, tra camorra e deindustrializzazione del Centro ReS Incorrupta dell’Università Suor Orsola Benincasa.
- 2021 Lirio Abbate, Faccia da mostro, Rizzoli. PIF (Pierfrancesco Diliberto) e Marco Lillo, Io posso. Due donne sole contro la mafia, Feltrinelli. Antonio Mattone, La vendetta del boss. L’omicidio di Giuseppe Salvia, Guida. Saya Hetfield, favoletta Il futuro del villaggio, Fondazione Giancarlo Siani onlus. Cesare Moreno, per il Diritto all’educazione, alla cultura, al gioco, alla felicità ed all’esercizio di comportamenti pro-sociali. Premio alla memoria di Libero De Rienzo. Al Prefetto di Napoli, Dott. Marco Valentini[17].
- 2022 Marcello Ravveduto, Il sindaco gentile. Gli appalti, la camorra e un uomo onesto. La storia di Marcello Torre (Ed. Melampo), Carlo Alemi, Il caso Cirillo. La trattativa Stato-BR-camorra (Pironti Editore), Vincenzo Strino, Secondi a nessuno. Storia di una rivoluzione pacifica a Secondigliano (Ed. Iod), Vincenzo Sbrizzi, Napolinegra (Ed. Iod)[18].

## Borsa di Studio Giancarlo Siani
- 2004
- 2005 – Irene Alison
- 2006
- 2007 – Iolanda Palumbo
- 2008 – Claudia Ceci
- 2009
- 2010 – Anna Lucia Esposito
- 2011 – Jessica Mariana Masucci ed Enrico Parolisi
- 2012 – Giorgia Ceccacci e Christian Gargiulo
- 2013 – Cristina Autore e Pasquale Rescigno
- 2015 – Claudio Pellecchia ed Anna Dichiarante
- 2016 – Allievi della scuola di Giornalismo dell'Università Suor Orsola Benincasa diretta da Marco de Marco
- 2017 – Antonio Lamorte
- 2021 – Claudio Mazzone

## Sezione fumetto-foto video
Fino al 2011 la sezione era dedicata solo ai fumetti.
- 2009 – ex aequo Raffaele Lupoli, Francesco Matteuzzi, Don Peppe Diana. Per amore del mio popolo, Round Robin, 2009 - Marco Rizzo, Lelio Bonaccorso, Peppino Impastato, BeccoGiallo, 2009
- 2010 – Luigi Politano, Luca Ferrara, Pippo Fava. Lo spirito di un giornale, Round Robin, 2010
- 2011 – Alessandro Di Virgilio, Emilio Lecce, Giancarlo Siani. ...e lui che mi sorride, Round Robin, 2011
- 2012 – Giacomo Bendotti, Paolo Borsellino. L'agenda rossa, BeccoGiallo, 2012 (fumetto)
- 2013 – Antonio Crispino, Le nostre prigioni, Edizioni del Corriere della Sera, 2013 (video)
- 2014 – ex aequo Alessandro Chiappetta, Non tacerò. La storia di Don Peppe Diana (video) - Riccardo Guido, Salvo e le mafie (fumetto)